# 烏氏矮冠䲁
烏氏矮冠䲁（學名：Praealticus oortii），為輻鰭魚綱鳚形目䲁科矮冠䲁屬的一種，分布於印度洋東部安達曼海至西太平洋帝汶島海域，本魚體延長，眶上觸手羽狀分枝，頸背觸鬚缺失，前鼻孔後緣有小捲鬚，上唇邊緣外側具圓齒，體色未知，身體前部有暗斑，背鰭有深凹痕，背鰭硬棘13枚、背鰭軟條17-19枚、臀鰭硬棘2枚、臀鰭軟條19-21枚，體長可達6公分，棲息在水淺的岩石海岸，雌魚產附著性卵，雄魚有護卵行為，幼魚為浮游性，生活習性不明。